# 헤드비그 린달
루트 헤드비그 린달(스웨덴어: Rut Hedvig Lindahl, 1983년 4월 29일~)은 스웨덴의 여자 축구 선수이다. 포지션은 골키퍼이며, 현재 자국 스웨덴 다말스벤스칸의 유르고르덴 소속으로 활동하고 있다.

## 클럽 경력
13세 시절부터 프로 축구 선수로 활약했다. 원래는 공격수와 골키퍼로 활동했지만 나중에 골키퍼로 전향했다. 2001년부터 2003년까지 다말스벤스칸 소속 클럽인 말뫼 FF 담에서 뛰었고 2004년부터 2008년까지 린셰핑 FC에서 뛰었다.
2009년부터 2010년까지 코파르베리/예테보리 FC에서 뛰었고 2011년부터 2014년까지 크리스티안스타드 DFF에서 뛰었다. 2015년에 잉글랜드 FA 여자 슈퍼리그 소속 클럽인 첼시 FC 위민으로 이적했고 2015년에는 첼시의 FA 여자 슈퍼리그 우승, FA 여자컵 우승에 기여했다. 2019년에는 독일 프라우엔-분데스리가 소속 클럽인 VfL 볼프스부르크로 이적했다.

## 국가대표 경력
2002년 1월에 스웨덴 여자 축구 국가대표팀 선수로 발탁되었으며 1월 25일 잉글랜드를 5-0으로 꺾은 친선 경기를 통해 A매치에 처음 출전했다. UEFA 여자 유로 2005부터 대표팀 주전 골키퍼로 활약했다. 2011년 FIFA 여자 월드컵에서는 스웨덴이 3위를 차지하는 데에 공헌했고 2016년 리우데자네이루 하계 올림픽에서는 스웨덴이 은메달을 차지하는 데에 공헌했다. 2019년 FIFA 여자 월드컵에서도 스웨덴이 3위를 차지하는 데에 공헌했다.

## 수상

### 클럽
린셰핑 FC
- 스벤스카 쿠펜 2회 우승 (2006, 2008)

첼시
- FA 여자 슈퍼리그 1회 우승 (2014-15)
- FA 여자컵 1회 우승 (2014-15)

### 국가대표
- 2011년 FIFA 여자 월드컵 3위
- 2016년 리우데자네이루 하계 올림픽 은메달
- 2019년 FIFA 여자 월드컵 3위